# Назаров, Борис Лазаревич
Бори́с Ла́заревич Наза́ров (1936 — 1997[уточнить]) — советский и российский учёный-правовед, специалист в области прав человека и гражданина, а также в сфере теории правоотношений, правозащитник. Создатель первой в СССР кафедры прав человека. Доктор юридических наук, профессор.

## Биография
В 1966 году Назаров кандидатскую диссертацию на тему: «О развитии теории правоотношений в советской науке права». В 1978 году защитил докторскую диссертацию на тему: «Социалистическое право в системе социальных связей (основные внутренние и внешние связи социалистического права)» в Институте государства и права АН СССР.
Преподавал в Хабаровском филиале Всесоюзного юридического заочного института. Доцент кафедры теории государства и права ВЮЗИ; с 1970 по 1979 год возглавлял вечерний факультет ВЮЗИ в Москве.

## Кафедра прав человека
В 1980 году Назаров создал в составе Московского филиала Всесоюзного заочного юридического института и возглавил первую в СССР кафедру прав человека.
По воспоминаниям Ф. М. Рудинского, Назаров написал и первую вузовскую программу по курсу «Права человека»: "Правда, она была написана в социалистическом духе, в те времена она не могла быть иной. Но структура этого учебного курса была, по моему мнению, обозначена верно. … это начинание произвело на меня очень большое впечатление. К сожалению, эта кафедра оказалась недолговечной".
Как сообщил Рудинскому ректор Московской государственной юридической академии О. Е. Кутафин, "кафедра Назарова распалась. Он не смог четко разграничить предмет этого курса с другими учебными дисциплинами. У них были повторы, «вторжения» в другие традиционные дисциплины. Сам Назаров уделял больше внимания общественной, а не учебной работе. Постоянно выезжал за границу. И наш Ученый совет пришел к выводу, что этот предмет не нужен".
Рудинский вспоминал: " Когда состоялся этот разговор, Б. Л. Назарова уже не было в живых. Возможно, в обвинениях, выдвинутых против него, были зерна истины: подготовленная им программа была аморфной, первые шаги новой кафедры имели экспериментальный характер. Однако вывод ректора и Ученого совета МГЮА, по-моему, был ошибочным. Создание кафедры прав человека было колоссальным прорывом в общественном правосознании, в юридической науке и преподавании. Важно и то, что под редакцией Б.Л. Назарова было опубликовано созданное группой первое учебное пособие «История, теория и практика прав человека». И хотя пособие получилось довольно противоречивым, но это был серьезный шаг в создании литературы по новому предмету."
В 1980-е годы работал в Комиссии по правам человека ООН в Женеве.
В постсоветское время Назаров начал сочетать научную деятельность в сфере прав человека с практической правозащитной работой. В 1992 году он создал правозащитную организацию — Информационный центр по правам человека. При центре активно работала Общественная приемная, которая осуществляла прием граждан, рассмотрение их жалоб, поездки в пенитенциарные учреждения, ходатайства перед судебными органами в защиту жертв нарушений прав человека, проведение публичных обсуждений и конференций по проблемам прав человека.
Назаров принимал активное участие в подготовке проекта Конституции России (1993), входил в состав группы экспертов Конституционного совещания. Он также был участником процесса в Конституционном Суде РФ по делу КПСС, выступая там как эксперт со стороны Президента Б. Н. Ельцина.
Борис Лазаревич Назаров был одним из последовательных критиков «узкого» понимания права как совокупности норм права, возведенных в закон, которое, несомненно, господствовало в доктрине советского правоведения. Назаров считал, что, право представляет собой единство норм права и правоотношений, так как норма права при трансформации в сферу фактического общественного отношения соединяется с персонально определенными субъектами права и, таким образом, становится индивидуализированной. Назаров писал: «Главным действующим лицом предмета учения о правах человека, в целом его центральной фигурой являются человек со своими правами, представляющими собой особую и сложную социальную форму и важнейшее средство осуществления общественных взаимоотношений людей... Как синтезирующая научная и учебная дисциплина, история, теория и практика прав человека не может не стать методологической и общетеоретической основой развития проблем прав человека во всех других юридических дисциплинах».